# التهاب الوتر
التهاب الوتر يقصد به التهاب يحدث في الوتر وهو نوع من أمراض الأوتار، وغالباً مايختلط هذا المرض مع التهابات الأوتار الأكثر انتشاراً التي تحمل أعراض مشابهة ولكنها تتطلب معالجة مختلفه.و يقتصر مصطلح التهاب الوتر على اصابات الأوتار التي تشتمل على نطاق واسع اصابات حادة يرافقها التهاب. و يشار عموماً إلى التهاب الوتر بأي جزء يشمله الجسم مثل التهاب الوتر العرقوبي (الذي يؤثر على وتر العرقوب) التهاب الوتر الرضفي(الركبة القافزة التي تؤثر على الوتر الرضفي).

## الأنواع
إصابات الأوتار شائعة في الكتف العلوي والقسم السفلي من الكوع (بمافي ذلك المرافق ذات الكفة المدورة) وأقل شيوعا في الوركين والجذع. ونظرا لوجود فروق فردية في وتيرة وشدة الأوتار سوف تختلف تبعاً لنوع وتواتر وشدة التمرين أوالأستخدام فمثلا متسلقي الصخور يميلون إلى الإصابة بالتهاب الأوتار في أصابعهم أوالمرفقين، والسباحين في أكتافهم.وتكون الإصابة بالتهاب الوتر العرقوبي شائعه في الرياضات التي تشتمل على الاندفاع والقفز، بينما تكون الإصابة بالتهاب الوتر الرضفي شائعة بين لاعبي كرة السلة والكرة الطائرة نظراً لكمية القفزوالهبوط التي يمارسونها.فالمقابل البيطري لالتهاب الوتر العرقوبي هو الوتر المقوس، التهاب الوتر الموجود على سطح وتر الحصان.

## تشخيص
يمكن أن تختلف الأعراض من أوجاع أوآلام وتَيَبُّسُ المَفْصِل إلى إحراق كل مايحيط بمفصل الوترالملتهب.قد يحدث في بعض الحالات تورم يصاحبه حرارة واحمرار، وربماتكون هناك عقدة مرئية محيطة بالمفصل.يكون الألم مع هذا المرض أسوأ أثناءوبعدأداءالنشاطات. ويمكن أن تصبح منطقة الوتر والمفصل متيبسة في اليوم التالي، كما تضيق العضلات من حركة الوتر. ويخبركثيرمن المرضى عن الاوضاع المكْرِبة في حياتهم في صلة مع بدايات الألم التي قد تساهم في هذه الأعراض. وإذاستمرت أعراض التهاب الوترلعدة أشهر (6 أشهر) أولفترة أطول، فمن المحتمل أن يكون ذلك هوالتهاب الوتر.

## العلاج
علاج إصابات الوترهو الوقاية منه في المقام الأول، أما العلاج بعد الإصابة فقد يكون باستخدام الأدوية غيرالستيرويدية المضادة للالتهابات (المسكنات)،والراحة، والعودة التدريجية إلى التمرين هوالعلاج الشائع. فالراحة تساعد في منع حدوث المزيد من الضررالذي قد يلحق بالوتر. كمايوصى باستخدام الثلج الوضغط على المنظقة المصابة ورفعها إلى الأعلى للتخفيف الألم في كثيرمن الأحيان.وأيضاً قد يكون العلاج الطبيعي والعلاج المهني ومَبْحَثُ المَقاويم أوالأقواس مفيدة.يكون الشفاءالأولي عادة في غضون 2ـ-3 أيام، والشفاءالتام يكون في غضون 3 إلى 6 أشهر.قديحدث التهاب الأوتارعلى الرغم من ان المرحلة الحادة من العلاج قدانتهت (6ـ-8 أسابيع) لكنها تتلاشى بشفاء تام. كذلك فإن علاج التهاب الوتر يساعد في تقليل بعض مخاطرالاصابة بالتهاب الوتر، والتي تأخذ وقتاأطول للشفاء. ولم يظهر حقن الستيرويد أن له فوائد طويلة الأمد ولكن قد ثبت أنه أكثرفعالية من المسكنات في المدى القصير. قد وجد أن العلاج بالليزر في التهاب الوتر المزمن أفضل من المعالجة باستخدام الأدوات الواقية في الحد من الألم ومع ذلك، لم يتم تقييم نتائجه.ويجري استخدام كلاً من علاج بروثيرابي وحقن البلازما أكثرمع النتائج ذات الأمد القصيروالطويل السريرية الجيدة في التهاب الوتر.وكان البحث فقط لديه إيجابيات طفيفه عن طرق العلاج بسبب سوء تخطيط العديدمن الدراسات التي أنجزت.

## في الخيول
يسمى التهاب الوتر في الخيول بالوتر المقوس بسبب ظهور الوترالمصاب بعدأن يلتئم دون علاج.وتستخدم الخلايا الجذعية الوسيطة المشتقة من نخاع عظم الحصان أوالدهون حاليا لإصلاح وتر الخيول.

## وصلات خارجية
- HealthTouch.com,Tendinitis/Bursitis provided by the الكلية الأمريكية لأمراض الروماتيزم.
- Questions and Answers about Bursitis and Tendinitis - US National Institute of Arthritis and Musculoskeletal and Skin Diseases